# Compagnie de Marie pour l'éducation des sourds-muets
La Compagnie de Marie pour l'éducation des sourds-muets (en latin : Societas Mariae pro educatione Surdorum et Mutorum) sont une congrégation cléricale de droit pontifical.

## Historique
L'institut est fondé en 1840 à Vérone par Antoine Provolo (en) (1801 - 1842) avec l'approbation orale de l'évêque de Vérone, Pietro Aurelio Mutti, pour l'éducation des sourds, en utilisant la méthode orale au lieu de la gestuelle.
Le fondateur (qui a été déclaré vénérable par l'Église catholique) meurt prématurément, et c'est son successeur, Louis Maestrelli, qui rédige les premières constitutions de la congrégation.
La congrégation est approuvée ad experimentum par le Saint-Siège le 31 juillet 1857 et définitivement le 3 août 1937.

## Abus sexuels
Pour un article plus général, voir Abus sexuels dans l'Église catholique en Italie.
En 2010, l'association italienne des victimes de l'institut Antonio Provolo pour enfants sourds-muets organise, avec l'association Survivor's Voice, une manifestation à proximité du Vatican pour dénoncer les prêtres pédophiles. La Congrégation pour la doctrine de la foi intervient pour rouvrir une enquête sur plus de 60 cas d'abus sexuels au sein de la Compagnie de Marie pour l'éducation des sourds-muets.
En 2017, Alberto Bochatey, évêque auxiliaire de La Plata en Argentine, est désigné comme commissaire apostolique pour la Compagnie de Marie pour l’éducation des sourds-muets afin d'enquêter sur des abus sexuels dans les centres en Argentine et en Italie.
En 2019, deux prêtres de l'institut, Nicola Corradi (84 ans) et Horacio Corbacho (58 ans), sont jugés pour des agressions sexuelles sur des enfants sourds-muets. Une vingtaine d'entre eux, filles et garçons âgés de 5 à 17 ans, témoignent de : « viols par sodomie et fellation, flagellations et tortures ». Nicola Corradi a d'abord  travaillé à l’institut Provolo de Vérone puis il est transféré en Argentine en 1984, à la suite d'agressions sexuelles dans l’institut Provolo de Vérone. Il a dirigé l'institut Provolo de La Plata puis celui de Mendoza à partir de 1996 . Horacio Corbacho et Nicola Corradi sont condamnés respectivement à 45 et 42 ans de prison.

## Activités et diffusion
Les religieux se consacrent à l'éducation des sourds-muets.
La maison-mère est à Vérone.
Au 31 décembre 2020, l'institut comptait 9 membres dont 7 prêtres dans trois maisons.

## Source
- (it) Cet article est partiellement ou en totalité issu de l’article de Wikipédia en italien intitulé « Compagnia di Maria per l'educazione dei sordomuti » (voir la liste des auteurs).